# کلارین سیمور
کلارین سیمور (انگلیسی: Clarine Seymour؛ ‏ ۹ دسامبر ۱۸۹۸ – ۲۵ آوریل ۱۹۲۰) هنرپیشه اهل ایالات متحده آمریکا بود.
وی بازیگر فیلم‌هایی همچون سوزی پاک‌دل، تقلا برای سلامتی و در حال پرسه بوده‌است.